# Bruce Wilson
Bruce Alec Wilson  (Vancouver, Columbia Británica, Canadá, 20 de junio de 1951) es un exfutbolista canadiense. Jugó como defensor. 
Hizo toda su carrera como futbolista en la North American Soccer League entre 1974 hasta 1984. También, jugó con la selección de Canadá, incluyendo una aparición en los Mundiales en 1986.

## Selección nacional
Ha sido internacional con la Selección de fútbol de Canadá, disputó 57 partidos internacionales y participó en la Copa Mundial de Fútbol de 1986, siendo la primera participación y única de su país, actuó como capitán en los tres encuentros del equipo en la fase de grupos, pero no lograron clasificarse a la siguiente ronda. También jugó por el seleccionado canadiense en el torneo de los Juegos Olímpicos de Los Ángeles de 1984.

### Participaciones en Juegos Olímpicos
| Torneo                   | Sede        | Resultado        |
| ------------------------ | ----------- | ---------------- |
| Juegos Olímpicos de 1984 | Los Ángeles | Cuartos de final |

### Participaciones en Copas del Mundo
| Mundial                        | Sede   | Resultado    |
| ------------------------------ | ------ | ------------ |
| Copa Mundial de Fútbol de 1986 | México | Primera fase |

## Clubes
| Club                | País           | Año         | Partidos | Goles |
| ------------------- | -------------- | ----------- | -------- | ----- |
| Vancouver Whitecaps | Canadá         | 1974 − 1977 | 92       | 4     |
| Chicago Sting       | Estados Unidos | 1978 − 1979 | 60       | 0     |
| New York Cosmos     | Estados Unidos | 1980        | 18       | 0     |
| Toronto Blizzard    | Canadá         | 1981 - 1984 | 106      | 3     |